# Гаванська вулиця (Київ)
Гаванська вулиця — вулиця в Подільському районі міста Києва, місцевість Рибальський острів. Пролягає від вулиці Електриків до Набережно-Рибальської дороги.

## Історія
Виникла наприкінці 2010-х під проектною назвою вулиця Проектна 13098. Назва від київської гавані, поряд із якою пролягає вулиця - з 2018 року.
З 1955 до межі 1970-х-1980-х неподалік також існувала Гаванська вулиця.